# Vězeň na tvrzi d'If

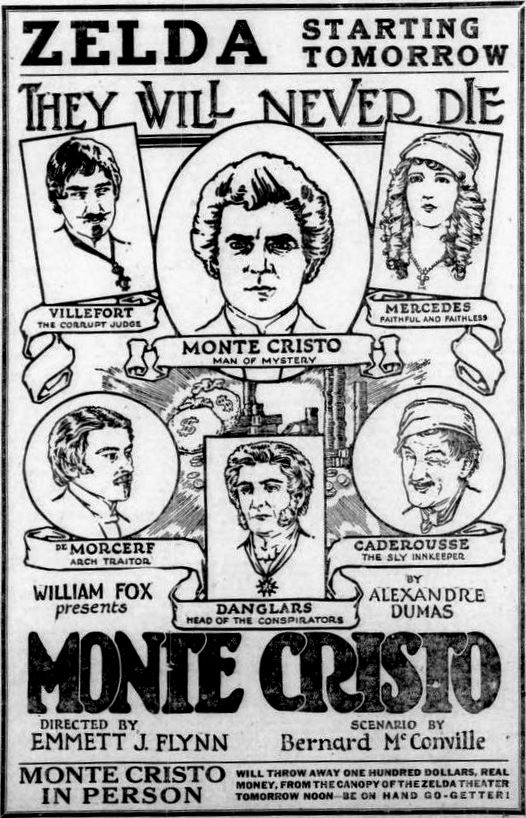
Monte Cristo (1922)

Vězeň na tvrzi d'If (v anglickém originále Monte Cristo) je americký němý dramatický film z roku 1922, produkovaný a distribuovaný společností Fox Film Corporation a režírovaný Emmettem J. Flynnem. Film je adaptací románu Hrabě Monte Cristo od Alexandra Dumase z roku 1844, který pro divadlo upravil herec 19. století Charles Fechter a pro filmové plátno Bernard McConville. Hlavní roli hrdiny ztvárnil John Gilbert a jeho partnerku Estelle Taylor.
Po dlouhou dobu byl film považován za ztracený, dokud nebyla v Československu objevena jedna nekompletní a poškozená exportní kopie s českými mezititulky. V roce 2009 byl snímek vydán na DVD společně s Gilbertovým filmem Bardelys the Magnificent (1926) s novými hlavními titulky a anglickými mezititulky, které byly obnoveny dle původního scénáře.

## Děj
Edmond Dantes je na základě falešného obvinění poslán na doživotí do notoricky známého ostrovního vězení Chateau d'If. Tam se setkává s abbém Fariou, spoluvězněm, kterého všichni považují za šílence. Abbé Edmondovi prozradí, že ví o fantastickém pokladu ukrytém na malém ostrově. Po mnoha letech ve vězení starý abbé umírá a Edmondovi se podaří uprchnout v přestrojení za jeho mrtvé tělo. Nyní, když je volný, musí najít poklad, o kterém mu opat řekl, aby mohl nově nabyté bohatství využít k pomstě na těch, kteří mu ublížili.

## Obsazení
- John Gilbert jako Edmond Dantes, hrabě Monte Cristo
- Estelle Taylor jako Mercedes, hraběnka de Morcerf
- Robert McKim jako De Villefort, královský prokurátor
- William V. Mong jako Caderousse, hostinský
- Virginia Brown Faire jako Haidee, arabská princezna
- George Siegmann jako Luigi Vampa, bývalý pirát
- Spottiswoode Aitken jako opat Faria
- Ralph Cloninger jako Fernand, hrabě de Morcerf
- Albert Prisco jako baron Danglars
- Al. W. Filson jako Morrel, majitel lodi
- Harry Lonsdale jako Dantes, Edmondův otec
- Francis McDonald jako Benedetto
- Jack Cosgrave jako guvernér Chateau d'If
- Maude George jako baronka Danglars
- Renée Adorée jako Eugenie Danglars, její dcera
- Gaston Glass jako Albert de Morcerf

## Galerie

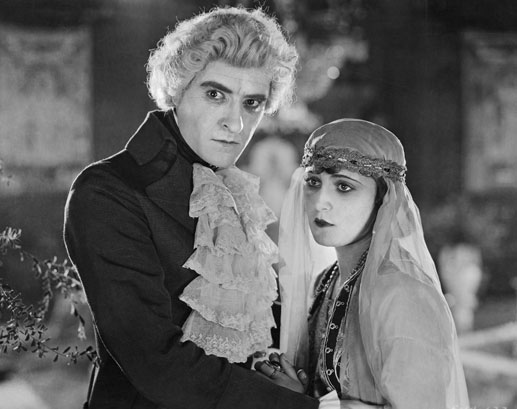
Monte Cristo (1922)
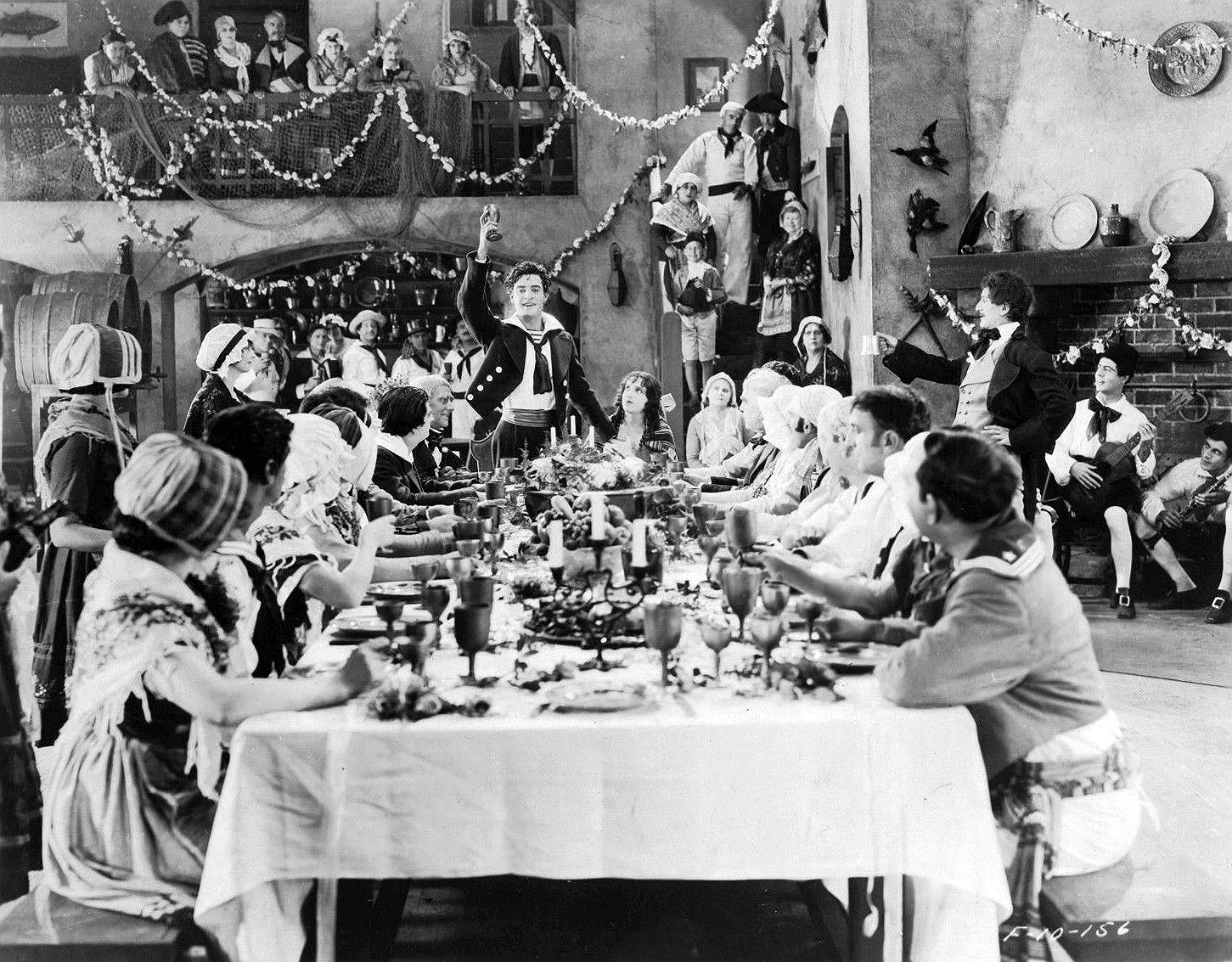
Monte Cristo (1922)
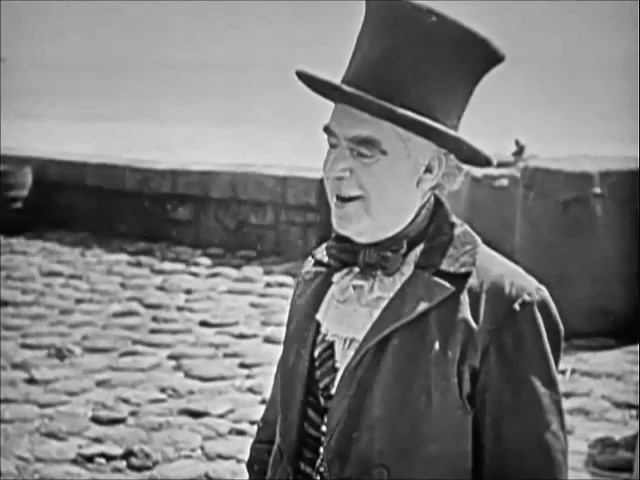
Monte Cristo (1922)
- Monte Cristo (1922)